# Transform Schauspielschule
Transform Schauspielschule – uczelnia artystyczna w Berlinie specjalizująca się w sztuce aktorskiej.

## Historia

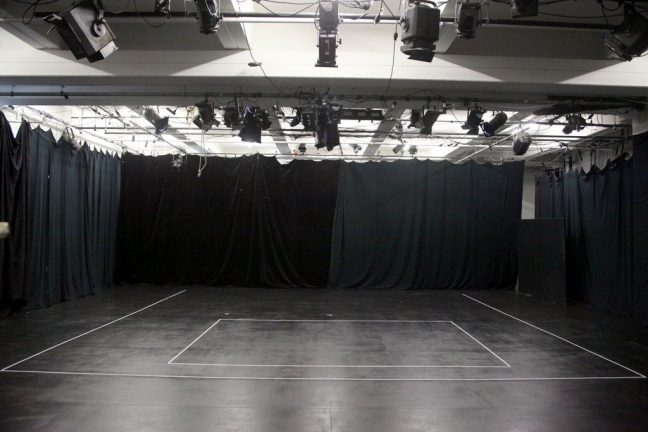
Scena studyjna Transform Schauspielschule, Teatr Studio am Salzufer – Tadeusz Różewicz Bühne

W 1999 roku grupa niemiecko-polskich intelektualistów oraz ludzi sztuki założyła ITW (niem. Internationale Theater Werkstatt) – Międzynarodowy Warsztat Teatralny; stowarzyszenie, którego głównym celem było utworzenie polsko-niemieckiej sceny w Berlinie. We wrześniu 1999 roku ITW zainicjowało swoją działalność wystawieniem dramatu W małym dworku Stanisława Ignacego Witkiewicza w Instytucie Kultury Polskiej w Berlinie.
15 stycznia 2002 roku otwarto Transform Schauspielschule – Szkołę Aktorską Transform, posiadającą status artystycznej uczelni zawodowej. W 2004 roku premierą Białego małżeństwa Tadeusza Różewicza zainaugurowano działalność sceny studyjnej szkoły, Teatr Studio am Salzufer – Tadeusz Różewicz Bühne.
Szkoła działa pod patronatem burmistrza Berlina i Ambasady Rzeczypospolitej Polskiej w Berlinie; współpracuje z Teatrem Współczesnym w Szczecinie, Teatrem Ludowym w Krakowie oraz Akademią Teatralną im. Aleksandra Zelwerowicza w Warszawie. Przedstawienia dyplomowe Transform Schauspielschule były prezentowane na Międzynarodowym Festiwalu Szkół Teatralnych ITSelF w Warszawie, Festiwalu „Raport” w Gdyni, a także na Festiwalu „Kontrapunkt” w Szczecinie.
Transform Schauspielschule była parokrotnie nominowana do Berliner Europapreis Blauer Bär.

### Profesorowie
- prof. dr Janina Szarek (dyrektor uczelni)[7]
- Prof. Dr. Olav Münzberg (profesor Universität der Künste Berlin oraz Hochschule der Künste)[8]
- prof. dr Janusz Cichocki (profesor Max Reinhardt Seminar w Wiedniu na Universität für Musik und darstellende Kunst Wien)[9][10]

Jedną czwartą pedagogów stanowią Polacy.

### Kierunek studiów
- Aktorstwo dramatyczne − 3,5-letnie, jednolite studia stacjonarne.